# Xilin
Xilin  léase Si-Lín  (en chino, 西林县; pinyin, Xīlín xiàn; literalmente, ‘la tierra de occidente’) es un condado bajo la administración directa de la Prefectura Baise en la Región autónoma de Guangxi, República Popular China. Su área es de 2997 km² y su población total para 2020 superó los 140 mil habitantes.

## Administración
El condado de Xilin se divide en 8 pueblos que se administran en 4 poblados, 1 villa y 3 villas étnicas. 